# Herbert Kühnemann
Herbert Kühnemann (* 23. Juni 1899 in Berlin; † 12. Dezember 1962 in München) war der zweite Präsident des Deutschen Patentamts.

## Leben
Kühnemann war von 1921 bis 1931 als Richter in Berlin tätig, zunächst am Amtsgericht Spandau, später am Kammergericht und am Landgericht Berlin II. 1932 wechselte er als Referent in das Reichsjustizministerium, in dem er später zum Abteilungsleiter befördert wurde. In dieser Zeit war er Herausgeber einer Ausgabe der Ostrechtspflegeverordnung vom 25. September 1941 nebst Durchführungsvorschriften. Die Gesetze des Gewerblichen Rechtsschutzes aus dem Jahr 1936 beruhen großenteils auf seiner Vorarbeit.
Nach sowjetischer Kriegsgefangenschaft übernahm er 1950 die Leitung der Dienststelle Berlin des Deutschen Patentamts. Nach dem Tod von Eduard Reimer wurde er zum Präsidenten des Deutschen Patentamts ernannt und blieb dies bis zu seinem Tod.
In Kühnemanns Amtszeit fielen die organisatorische Verselbstständigung der Nichtigkeits- und Beschwerdesenate des Deutschen Patentamts als Bundespatentgericht sowie der Bau des Hauptgebäudes des Amts in München.
Kühnemann, der an der Londoner Revisionskonferenz zur Pariser Verbandsübereinkunft im Jahr 1934 wie an der Lissaboner Revisionskonferenz im Jahr 1958 als Mitglied der deutschen Delegation teilgenommen hatte, dem Beratenden Ausschuss der Pariser Union angehörte und Vizepräsident des Patentsachverständigenausschusses des Europarats sowie Mitglied des Koordinierungsausschusses für Rechtsangleichung auf dem Gebiet des gewerblichen Rechtsschutzes in der Europäischen Wirtschaftsgemeinschaft war, genoss auf dem Gebiet des internationalen gewerblichen Rechtsschutzes hohes Ansehen.
Kühnemann gehörte dem Vorstand der Deutschen Vereinigung für gewerblichen Rechtsschutz und Urheberrecht an. Ihm wurde die Ehrendoktorwürde (Dr. h. c.) verliehen.